# ウェーコ (テキサス州)
ウェーコ（ウェイコ、ウェーコー、英: Waco、発音：/ˈweɪkoʊ/）は、アメリカ合衆国テキサス州の都市。マクレナン郡の郡庁所在地である。人口は13万8486人（2020年）。ウェーコ都市圏はマクレナン郡全体を含んでいる。

## 歴史

### 1824年-1865年
ウェーコの町が設立される前の時代、「ウェーコ」あるいは「ヒューコ」と呼ばれるウィチタ族インディアン集団が現在のウェーコ中心街となった所に住んでいた。1824年、トマス・M・デュークがこの地域を探検し、スティーブン・オースティンに報告したが、その中でインディアンの集落のことを「この町は川の西岸にある。彼等は氷のように冷たい泉を持っている。我々が欲しいものはアイス・トディを飲むためのブランディーと砂糖が全てだ。彼等は約400エーカー (1.6 km2) の土地にトウモロコシ、豆類、カボチャおよびメロンを栽培しており、秩序が保たれているようである。彼等は100人以上の戦士を集められないと思う。」と記述されていた。オースティンは1825年にその集落を破壊する最初の試みを中断した後、インディアンとの間に条約を結んだ。ウェーコ族は最終的にこの地域から出て行き、北にある現在のフォートワース近くに入った。1872年、ウェーコ族は他のウィチタ族インディアンと共にオクラホマのインディアン居留地に入った。1902年、ウェーコ族は土地の分配を受け取り、公式にアメリカ合衆国市民になった。
1838年にニール・マクレナンがサウスボスク川近くの地域に入植した。ジェイコブ・デ・コルドバがマクレナンの資産を買収し、その地域を調査するために元テキサス・レンジャーで測量士のジョージ・B・エラスを雇った。1849年、エラスはウェーコ市となる土地の最初の区画割りを設計した。土地の所有者達は町の名前を「ラマータイン」としたいと考えたが、エラスがそこに住んでいたインディアンに因んで「ウェーコ・ビレッジ」と名付けるよう説得した。1849年3月、シャプリー・ロスが泉を見下ろす崖の上にウェーコで初めての家屋である二重壁丸太小屋を建設した。間もなくウェーコでは初めての白人の子供としてロスの娘ケイトが生まれた。

### 1866年-1900年

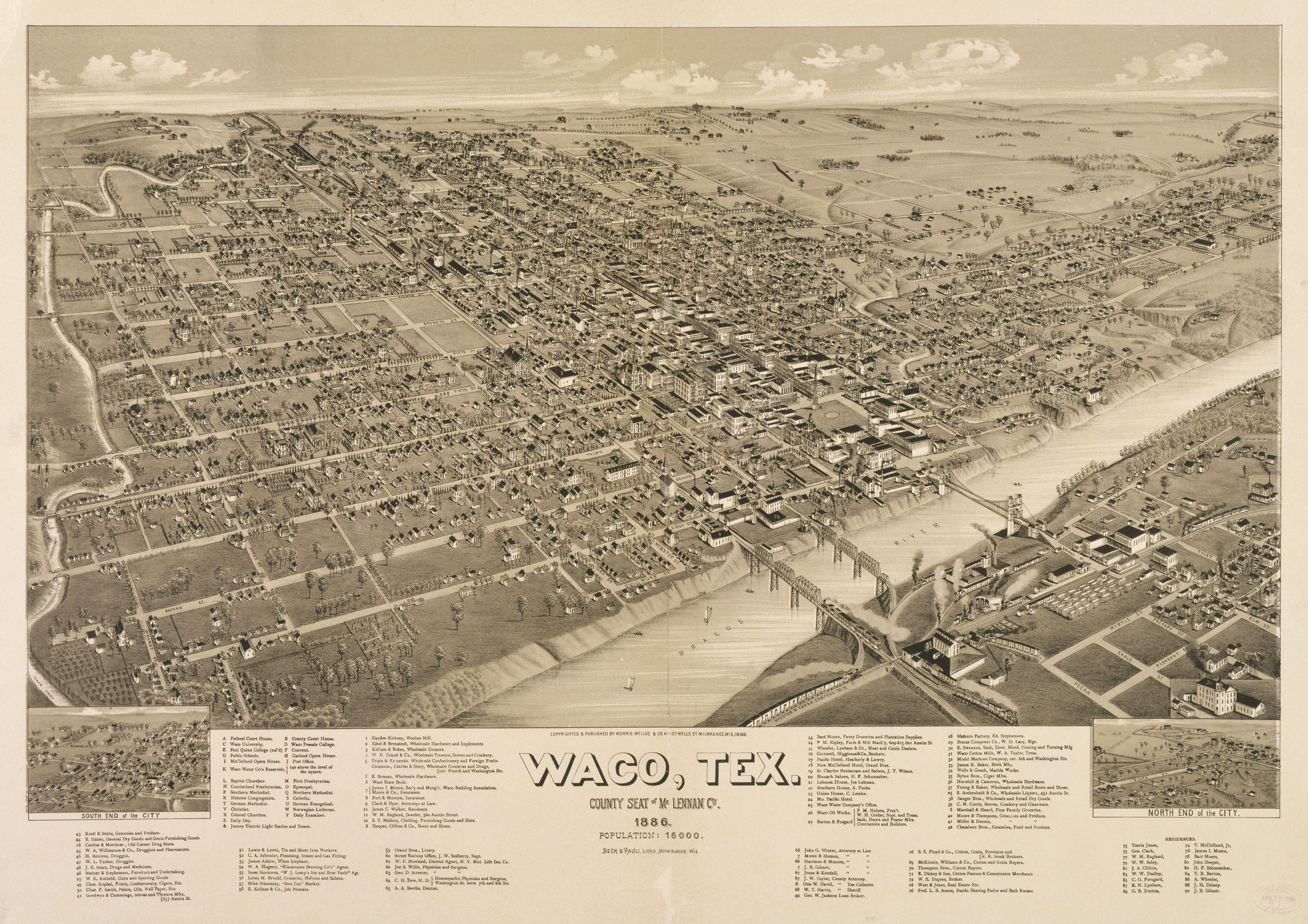
1886年のウェーコ

1866年、ウェーコの有力者達が幅の広いブラゾス川に最初の橋を架ける大きな計画を始めた。彼等はウェーコ橋会社を作って、長さ475フィート (145 m) のレンガ橋台ウェーコ吊り橋を建設し、1870年に完成したときはミシシッピ川より西で最長の橋だと言われた。この会社はニュージャージー州トレントンにあるジョン・オーガスタス・ローブリングが所有する会社に橋のためのケーブルと鉄構造部材を発注した。これは当時としては画期的な技術的快挙となった。ローブリングの会社は1870年にブルックリン橋の建設を始めた。ウェーコ橋の経済効果は即座に大きくなり、移民達が馬に曳かせた馬車を安全に渡河させられるようになったので、近くのチザム・トレイルから牛追い達を集め、市内の人口を増した。1971年以降、この橋は歩行者の通行のみということになり、国定歴史登録財となっている。

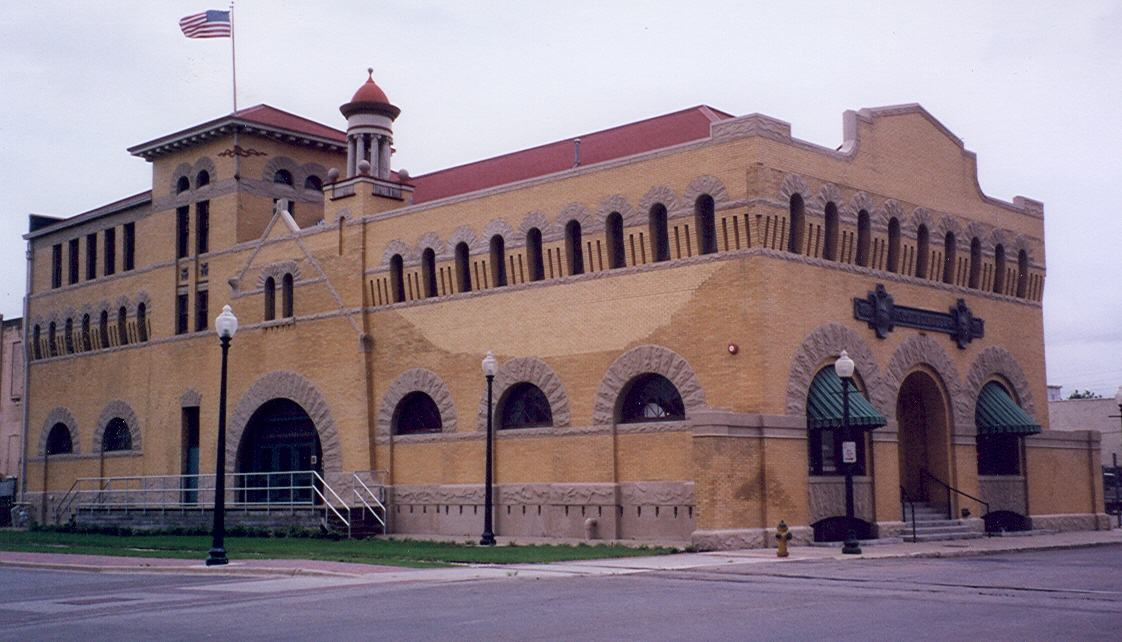
ウェーコ観光の呼び物の一つ、ドクターペッパー博物館

1800年代遅く、「保留地」と呼ばれた赤線地区がウェーコで成長したので、売春が市によって規制された。保留地は1900年代初期には止めさせられた。1885年、ソフトドリンクのドクターペッパーが、ウェーコのモリソンが所有するオールドコーナー・ドラッグストアで発明された。
1873年、フォートワースでアディソンとランドルフのクラーク兄弟によってアッドラン・カレッジが設立された。この学校が1895年にウェーコに移転し、その名前をアッドラン・キリスト教大学と変え、ウェーコ女子カレッジの空いていた建物に入った。この大学は1902年にテキサスクリスチャン大学と改名し、1910年に大学の本館が焼けた後はウェーコを去った。テキサスクリスチャン大学はフォートワースに移転するために50エーカー (200,000 m2) のキャンパスと200,000ドルの資金をフォートワース市から提供された。1845年にインデペンデンス市にベイラー大学が設立され、テキサス州では最古の高等教育機関になっていた。これが1886年にウェーコ市に移転してウェーコ大学と合併し、市としてはなくてはならない部分になった。この大学のストレッカー博物館は2003年に閉館になるまで州内では最も古くから連続して運営されている博物館であり、その収集品は新しいメイボーン博物館複合施設に移された。
1890年代、ウィリアム・カウパー・ブランがウェーコで「アイコンクラスト」という新聞を発行し、大きな成功を収めた。その標的の一つがベイラー大学だった。ブランは、ベイラー大学の職員が南アメリカの子供達を宣教師達に集めさせて輸入し、彼等の中から何人かを家僕にしていることを暴いた。ブランはベイラー大学の支持者であるトム・デイビスに背中から撃たれた。ブランは振り返って自分の拳銃を抜き、デイビスを殺した。ブランはその友人の家で手当てされたが、その傷が故で死んだ。
1894年、この地域の綿花産業の圧倒的な貢献度を反映するために初代のコットンプレースという祭と展示の会場が作られた。南北戦争が終わって以降、綿花はブラゾス渓谷とボスク渓谷で栽培されており、ウェーコは国内でも第1位の生産地として知られるようになった。その後の23年間毎年の展示会には800万人以上の参観者を集めた。一ヶ月にわたる展示会が行われた贅沢な建物が火事で焼け、1920年に再建された。1931年、この展示会は世界恐慌の餌食になり、建物は朽ち果てた。しかし、毎年のコットンプレース・ページェントは継続され、ブラゾス川祭と共に四月下旬に開催された。
1896年9月15日、ウェーコの北約15マイル (24 km) で「衝突」が起こった。「クラッシュでの衝突」というのがミズーリ・カンザス・テキサス鉄道（M-K-T、あるいはカティと呼ばれた）が行った宣伝用文句であり、2両の機関車を意図的に正面衝突させたものだった。この衝突は家族連れに食事、ゲームや娯楽を用意した興行を意図したものだったが、双方のボイラーが同時に爆発して金属片を空中に飛ばした。2人が死亡し、6人が重傷を負った。

### 1901年から現在

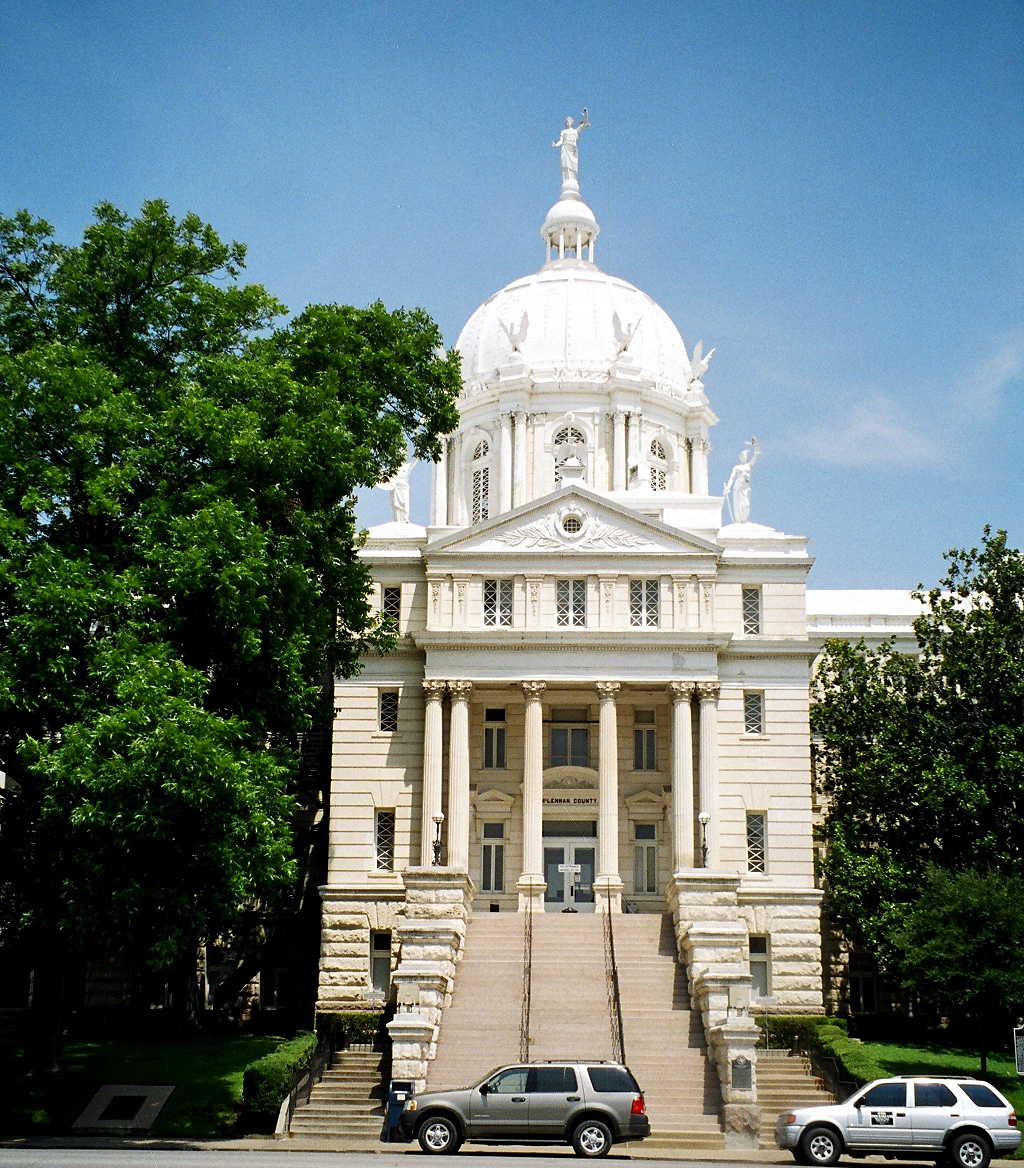
マクレナン郡庁舎

1916年、知的障害を抱えた17歳のアフリカ系アメリカ人ジェシー・ワシントンが、白人女性殺害の容疑で有罪と宣告された裁判所から暴徒に掴み出され、町の広場で拷問され、性器と指を切断されたうえに火炙りになった。ほとんどウェーコ市民からなる15,000人の観衆がいた。一般にウェーコの恐怖と名付けられたこの事件は国際的な非難を呼び、発生期だった全米有色人地位向上協会の私刑反対運動の議論の種になった。2006年、ウェーコ市政委員会は、地元の政治家や司法の指導者達からの反対無しに起こったこの私刑を公式に非難した。
1923年、テキサス州議会は第10民事控訴裁判所を創ってウェーコに置いた。これが現在の第10控訴裁判所と呼ばれている。
1937年、グロバー・C・トムセンとR・H・ロークが「サン・タン・レッド・クリームソーダ」とよぶソフトドリンクを創った。これは後にビッグレッドと呼ばれるソフトドリンクになった。
1942年5月5日、ウェーコ陸軍航空基地が操縦士の基本訓練学校として開設され、1949年6月10日に、1945年に日本で戦死した地元出身操縦士ジェイムズ・T・コナリー大佐を記念してコナリー空軍基地に改名された。この名前は1951年に再度ジェイムズ・コナリー空軍基地に改められた。この基地が1966年に閉鎖され、テキサス州立工科大学、1965年以降現在のテキサス州立工科カレッジの場所になった。滑走路は現在でも使われており、前大統領ジョージ・W・ブッシュがテキサス州クロウフォードの西のホワイトハウスとして知られるプレーリー・チャペル牧場をエアフォースワンで訪れたときに使われた。
1953年5月11日、竜巻がウェーコ中心街を襲い、死者114人を出した。2007年時点で、アメリカ史の中でも第10位の竜巻であり、テキサス州では最大のものに並んでいる。この竜巻は初めてレーダーで捉えられたものであり、その後全国的暴風調査システムの創設に繋がった。
1964年、テキサス州公衆安全局が、1823年に設立された伝説的テキサス・レンジャーズ法執行エージェントの公式博物館の州認定地としてウェーコを指定した。1976年、さらにレンジャーズの公式殿堂として認定されテキサス・レンジャーズの殿堂と博物館と改名された。ウェーコ市政府によって行われた改修によりこの建物は環境に優しい位置付けとされ、この種の計画としてはウェーコ市で初めてのものになった。この建設計画は身寄りの亡くなった墓にかかる拡張について精査されることにもなった。
1978年、ブラゾス川とボスク川合流点の泥の中から骨が発見された。その後の発掘でこの骨は68,000年前のものであり、マンモスの一種のものだとされた。最終的にこの場所では少なくとも24体のマンモス、1体のラクダおよび1体の大型猫の骨が見つかり、この種の発見としては最大のものになった。学者達はなぜこのように大きな群れが一時に殺されたのか分からないでいる。この場所は国立公園局が国立公園システムに含める可能性を考えて現在閉鎖している。国立公園局は連邦議会に提出すべく特殊資源研究を実行している。
1993年2月28日、当地に本拠を置くカルト教団ブランチ・ダビディアンとアルコール・タバコ・火器及び爆発物取締局（ATF）との銃撃戦が発生、教徒6人とATFの捜査官4人が死亡した。それから51日後の4月19日、FBIエージェントとブランチ・デビディアン教徒の対峙が、ウェーコ郊外のマウントカーメルにあった教団事務所を破壊した火事で終わった。この火事では教団指導者のデイビッド・コレシュを含め81人が死亡した。
1999年、エンマ・L・ハリソン・チャーター・スクールと呼ばれるチャーター・スクールがテキサス州教育局によって閉鎖された。この学校はその手の学校としては初めてのものだったが、その認可が取り消された。
ロックギター奏者でアウトドア派、熱心な弓狩人でもあるテッド・ニュージェントがウェーコに住み、ウェーコ・トリビューン・ヘラルドに毎週コラムを書いている。彼は近くのチャイナスプリングにある牧場でミュージック・テレビジョン番組『生き残るニュージェント』を撮影した。
ジョージ・W・ブッシュ前大統領がその職にあった間、ウェーコにはホワイトハウス記者クラブが置かれた。クロウフォードにある「西のホワイトハウス」をブッシュが訪れる度に、ここは記者達の状況説明と事務のための設備を提供した。前大統領の家はマクレナン郡の外れ、ウェーコの西約20マイル (32 km) の地域社会にある。

## 地理と気候
ウェーコ市は北緯31度33分5秒 西経97度9分21秒 / 北緯31.55139度 西経97.15583度座標: 北緯31度33分5秒 西経97度9分21秒 / 北緯31.55139度 西経97.15583度 (31.551516, -97.155930)に位置する。
アメリカ合衆国国勢調査局に拠れば、市域全面積は95.5平方マイル (247.4 km2)、このうち陸地は84.2平方マイル (218.1 km2)、水面は11.3平方マイル (29.3 km2)で水域率は11.85％である。
| ウェーコの気候                    | ウェーコの気候 | ウェーコの気候 | ウェーコの気候 | ウェーコの気候 | ウェーコの気候 | ウェーコの気候 | ウェーコの気候 | ウェーコの気候 | ウェーコの気候 | ウェーコの気候 | ウェーコの気候 | ウェーコの気候 | ウェーコの気候 |
| 月                                | 1月            | 2月            | 3月            | 4月            | 5月            | 6月            | 7月            | 8月            | 9月            | 10月           | 11月           | 12月           | 年             |
| --------------------------------- | -------------- | -------------- | -------------- | -------------- | -------------- | -------------- | -------------- | -------------- | -------------- | -------------- | -------------- | -------------- | -------------- |
| 最高気温記録 °C （°F）            | 31 (88)        | 35 (95)        | 38 (100)       | 38 (101)       | 39 (102)       | 43 (109)       | 43 (109)       | 44 (112)       | 44 (111)       | 38 (101)       | 33 (92)        | 33 (91)        | 44 (112)       |
| 平均最高気温 °C （°F）            | 14 (57)        | 17 (62)        | 21 (70)        | 26 (78)        | 29 (85)        | 33 (92)        | 36 (97)        | 36 (97)        | 32 (90)        | 27 (80)        | 20 (68)        | 15 (59)        | 26 (78)        |
| 平均最低気温 °C （°F）            | 2 (35)         | 4 (39)         | 8 (47)         | 12 (54)        | 17 (63)        | 22 (71)        | 23 (74)        | 23 (74)        | 19 (67)        | 14 (57)        | 8 (46)         | 3 (38)         | 13 (55)        |
| 最低気温記録 °C （°F）            | −21 (−5)       | −16 (4)        | −9 (15)        | −3 (27)        | 3 (37)         | 11 (52)        | 16 (60)        | 12 (53)        | 4 (40)         | −4 (25)        | −8 (17)        | −20 (−4)       | −21 (−5)       |
| 降水量 mm （inch）                | 48 (1.9)       | 61 (2.4)       | 64 (2.5)       | 76 (3.0)       | 114 (4.5)      | 79 (3.1)       | 56 (2.2)       | 46 (1.8)       | 74 (2.9)       | 94 (3.7)       | 66 (2.6)       | 71 (2.8)       | 848 (33.4)     |
| 出典：Weather By Day May 29, 2009 |                |                |                |                |                |                |                |                |                |                |                |                |                |

## 人口動態
以下は2000年の国勢調査による人口統計データである。
| 基礎データ - 人口: 113,726人 - 世帯数: 42,279世帯 - 家族数: 24,775家族 - 人口密度: 521.5人/km2（1,350.6人/mi2） - 住居数: 45,819軒 - 住居密度: 210.1軒/km2（544.2軒/mi2） 人種別人口構成 - 白人: 60.78% - アフリカン・アメリカン: 22.65% - ネイティブ・アメリカン: 0.51% - アジア人:1.38% - 太平洋諸島系: 0.05% - その他の人種: 12.38% - 混血: 2.26% - ヒスパニック・ラテン系: 23.64% 年齢別人口構成 - 18歳未満: 25.4% - 18-24歳: 20.3% - 25-44歳: 25.0% - 45-64歳: 16.0% - 65歳以上: 13.4% - 年齢の中央値: 28歳 - 性比（女性100人あたり男性の人口） - 総人口: 91.4 - 18歳以上: 87.3 | 世帯と家族（対世帯数） - 18歳未満の子供がいる: 29.5% - 結婚・同居している夫婦: 38.4% - 未婚・離婚・死別女性が世帯主: 16.2% - 非家族世帯: 41.4% - 単身世帯: 31.1% - 65歳以上の老人1人暮らし: 10.9% - 平均構成人数 - 世帯: 2.49人 - 家族: 3.19人 収入と家計 - 収入の中央値 - 世帯: 26,264 米ドル - 家族: 33,919米ドル - 性別 - 男性: 26,902米ドル - 女性: 21,159米ドル - 人口1人あたり収入: 14,584米ドル - 貧困線以下 - 対人口: 26.3% - 対家族数: 19.3% - 18歳未満: 30.9% - 65歳以上: 13.0% |

## 中心街
ウェーコ中心街はテキサス州の他の都市、例えばヒューストンやダラス、さらにはサンアントニオ、フォートワース、エルパソあるいはオースティンと比べても小さい。しかし、毎日17,000人が中心街で働くために通勤している。中心街はブラゾス川の重要な渡河地点だったウェーコ吊り橋の周りに建設された。1953年5月、テキサス州の歴史の中でも最悪の竜巻がウェーコ中心街を襲い、114人が死亡、数百人が負傷した。損害額は数百万ドルに及び、その後長い間ウェーコ経済を落ち込ませた。ウェーコ中心街には1910年に完工したALICOタワーがあり、当時のアメリカ合衆国南西部では最も背の高い建物だった。現在、ドクターペッパーが発明された有名なドクターペッパー博物館やマクレナン郡庁舎がある。
過去数十年間、ウェーコ中心街は、ウェーコ市が西側に成長して行くにつれて徐々に衰退していった。新千年紀にあたって、ウェーコ市の指導者達はウェーコ中心街を再度市の中心にすべく動き始めた。現在、中心街の3番通りと4番通りの間、かつワシントン・アベニューとフランクリン・アベニューの間の2ブロックを取り上げるヘリテージ広場において、2つのプロジェクトが進行中である。最初のプロジェクトはウェーコの新しい商工会議所であり、環境に優しい建物とした。2つめのプロジェクトは2008年春に土地を開き商業と住宅の多目的開発とした。2階建て、床面積13,916フィート (1,293 m2) の大ウェーコ商工会議所本部はヘリテージ広場近くに建設中であり、大ウェーコの商業中心となり、ウェーコ・タウン広場の要となる予定である。この建物は組織の委員会や、拡張した経済と地域社会の発展課題を進めているスタッフの用に供するよう設計された。3番通りに面するファサードは大きく、小売店のようなウィンドウがあり、この開発の興味有る都会感覚を作り出しており、またウェーコでは初めての環境性能評価システムで評価された建物となった。市民によって検討されている他のプロジェクトも存在する。実際に8,000万ドル以上の建設が進行中または計画中である。

## 教育

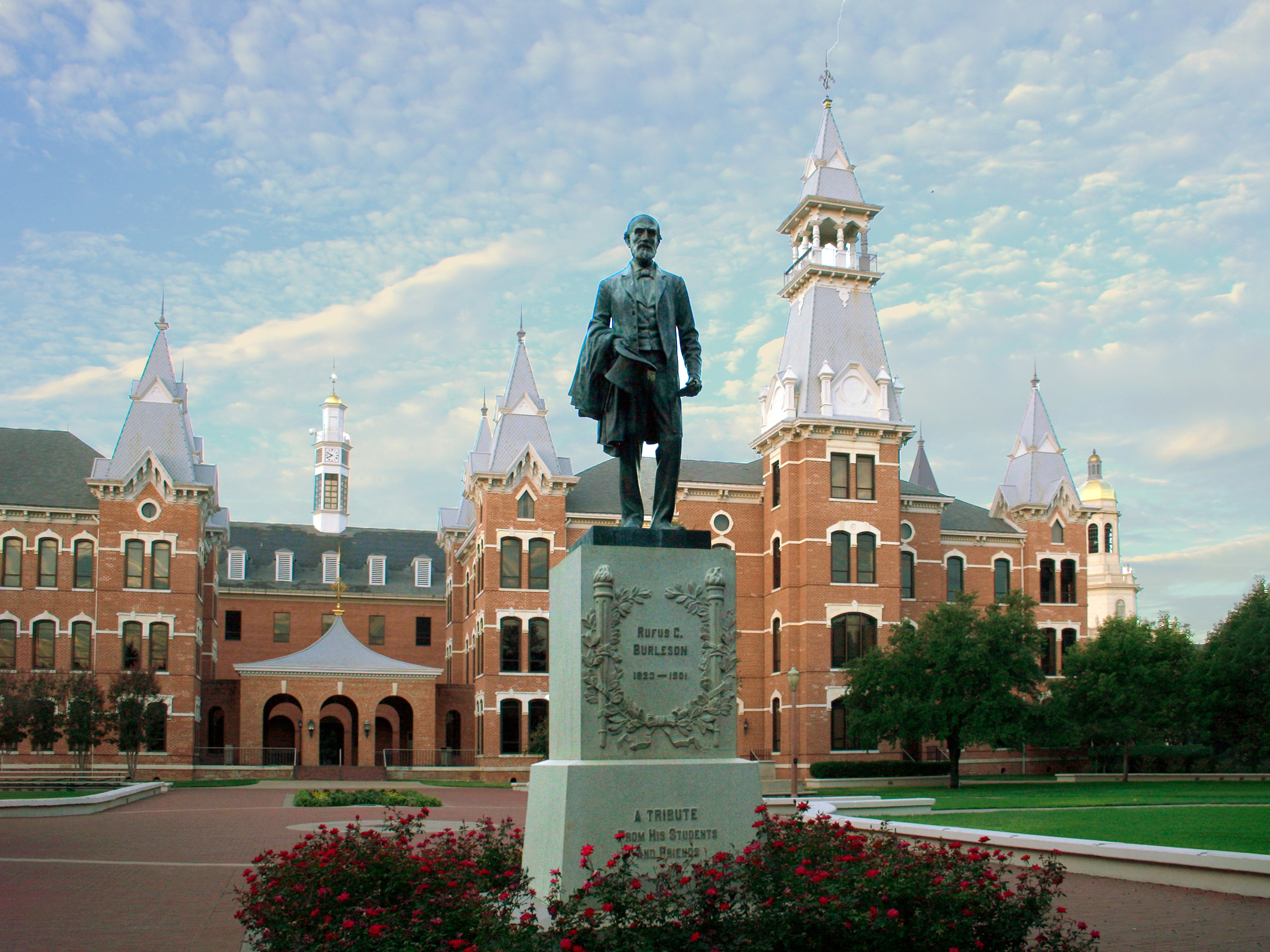
ベイラー大学のあるバールソン広場

ウェーコ独立教育学区がウェーコ市の大半の教育を管理している。しかし、ミッドウェイ、コナリー、チャイナスプリングおよびラベガの各独立教育学区もウェーコ市の一部を担当している。主要な高校はウェーコ高校、A・J・ムーア・アカデミー、ユニバーシティ高校およびミッドウェイ高校の4校である。これらの学校はスポーツ、学術および誇りで競合している。ただし、A・J・ムーア・アカデミーは水泳以外のスポーツをしていない。公的認可の高校としてはラポポート・アカデミー、EOACチャータースクールおよびウェーコ・プレミア高校がマクレナン郡地域にある。地元の私立および教区学校としては、バンガード・カレッジ予備校、ライブオーク古典学校、テキサス・クリスチャン・アカデミーおよびライヒャー・カトリック高校がある。
高等教育機関は次の3つである。
- ベイラー大学
- マクレナン・コミュニティカレッジ
- テキサス州立工業カレッジ

## 交通
州間高速道路35号線がウェーコを南北に貫く主要道路である。この道でダラス、フォートワース、オースティンおよびサンアントニオと繋がっている。州道6号線は北西から南東に走り、ブライアン、カレッジステーションおよびヒューストンとを繋いでいる。アメリカ国道84号線は地域を東西に繋ぐ大通りである。ウェーコ・ドライブ、ベルミード・ドライブ、ウッドウェイ・ドライブあるいはジョージ・W・ブッシュ・パークウエイとも呼ばれている（それがある位置によって異なる）。環状340号線は市内を迂回して東部と南部を繋ぐ。州道31号線はウェーコの東でアメリカ国道84号線から離れ、タイラー、ロングビューおよびルイジアナ州シュリーブポートと繋いでいる。
ウェーコ地域には空港が3つある。ウェーコ地域空港からはアメリカン・イーグルによってダラス・フォートワース国際空港へ毎日定期便が出ている。TSTC（テキサス州立工業カレッジ）空港は元ジェイムズ・コナリー空軍基地であり、ジョージ・W・ブッシュ前大統領がクローフォードの牧場に行くときに使った。その他の航空会社にとってもハブ空港になっている。マクレガー・エギュゼクティブ空港はウェーコの西に位置する一般航空用途空港である。
地元の交通はウェーコ交通システムが運用し、月曜から土曜までの市内バスを運行させている。
アムトラックの列車も利用できる。テキサス・イーグル号は市の真西にあるマクレガー駅に毎日停車する。

## 見どころ
ウェーコの主要な見どころとしては次のものがある。
- アームストロング・ブラウニング図書館
- ベイラー大学
- カメロンパーク動物園
- ドクターペッパー博物館
- ウェーコ湖
- テキサス・グランドロッジ
- メイボーン博物館複合施設
- 空軍記念碑のレンジャー・ウィング
- テキサス・レンジャーの殿堂と博物館
- テキサス・スポーツの殿堂
- テキサス州立工業カレッジ
- ウェーコ吊り橋

## プロスポーツ
アメリカン・バスケットボール・アソシエーションが2006年のシーズンの一部でウェーコ・ラングラーズをフランチャイズにした。このチームはライヒャー・カトリック高校で試合をし、テキサス州立工業カレッジで練習した。
以前にウェーコ市にあったスポーツ・フランチャイズは失敗した。ナショナル・インドア・フットボールリーグのウェーコ・マーシャルズ2004年のシーズン中に所有者が変わって2ヶ月と持たなかった（このチームは翌年シンシナティ・マーシャルズとして加盟した）。今は無くなったウェスタン・プロフェッショナル・ホッケーリーグのウェーコ・ウィザーズはもう少し長続きし、2000年にチームを畳むまで4シーズンプレイした。どちらのチームもウェーコ最大級の娯楽とスポーツの会場であるハート・オブ・テキサス・コロシアムで試合をした。
サザン・インドア・フットボールリーグは2010年のシーズンのために、ウェーコは拡大市場だと宣言した。ハート・オブ・テキサス・コロシアムで試合をするという噂もある。
プロ野球は1889年にテキサスリーグの一員であるウェーコ・タイガースの結成で初めてウェーコの町に入ってきた。このタイガースは1905年にナビゲーターズに改称し、後にスティアーズとなった。1920年、このチームはウィチタ・フォールズ市に売却された。1923年、インディアンスとよぶ新しいチームが結成されテキサス協会クラスDに加盟した。1925年、ウェーコはウェーコ・カブスの結成で再度テキサスリーグに加盟した。
1930年6月20日、テキサスリーグの歴史で初めてのナイターがウェーコのカティ・パークで行われた。照明はシカゴ・カブスに選手を集めるための地元のファームチームを持っていたチャールズ・レディング・ターナーが寄付した。
1930年8月6日の夜、カティ・パークで野球の歴史が作られた。ボーモントと対戦したナイターの8回に、ウェーコの左翼手ジーン・ライが1イニング3本のホームランを打った唯一のプロ野球選手となった。
1930年はウェーコ市にテキサスリーグのチームがあった最後の年となったが、1930年代や1940年代初期には幾つか強力なセミプロ・チームがあった。第二次世界大戦中の1943年から1945年、強力なウェーコ陸軍航空基地チームが恐らく州内では最良のチームだった。多くのメジャーリーガーがこのチームでプレイし、大リーグのキャッチャー、バーディー・テベッツが監督した。
1947年、クラスBのビッグステート・リーグが組織され、ウェーコ・ドンズと呼ぶチームとして参加した。
1948年、カティ・パークのオーナーA・H・カークジーがピッツバーグ・パイレーツを説得してウェーコのチームの運営を引き取らせ、ニックネームもパイレーツに変えられた。このパイレーツは1948年に3位になった。1949年には4位に落ちたが、プレーオフを制してリーグチャンピオンになった。その後第2地区に落とされて、1952年のシーズンでは29勝118敗、勝率1割9分7厘と惨憺たる結果になった。この記録は20世紀でフルシーズンを戦ったチームとしては悪い方の10傑に入っている。1953年に竜巻が襲い、カティ・パークも破壊された。このチームはロングビューに本拠を移してシーズンを終え、77勝68敗で3位とそこそこの戦績を残した。

## ウェーコに関連する人々

### スポーツ人
- ランス・バークマン、ウェーコ生まれ、MLBプロ野球選手、ヒューストン・アストロズ
- クワメ・カビル、ウェーコ生まれ、カナディアン・フットボール・リーグのワイドレシーバー、エドモントン・エスキモーズ
- ザック・デューク、ウェーコのミッドウェイ高校卒、MLB野球選手、ピッツバーグ・パイレーツ
- リッキー・オルムステッド、ウェーコ生まれ、サッカーアメリカ合衆国代表チームの一員として2006年マッカビ大会で金メダルを獲得
- デイブ・アイヒェルバーガー、ウェーコ生まれ、プロゴルファー、PGAツアーとチャンピオンズツアーレベルで幾つかのタイトルを獲得
- ケイシー・フォッサムウェーコのミッドウェイ高校卒、MLB野球選手、デトロイト・タイガース
- アンディ・ホーキンス、ウェーコ生まれ、元MLB野球の投手
- シェリル・ヘッドリック、ウェーコ生まれ、アメリカンフットボール選手、ドラフト外のラインバッカーとしてダラス・テキサンズ
- ヒース・ヒーリング、ウェーコ生まれ、総合格闘技選手
- サム・ヒューストン、ウェーコ生まれ、元プロレスラー
- スタン・ハンセン、元プロレスラー。現役引退後にウェーコ在住。
- MASADA、大日本プロレスにも参戦してきたハードコアレスラー
- ニール・ジェフリー、アメリカンフットボール選手、ベイラー大学、元オール・アメリカン、NFLサンディエゴ・チャージャーズのクォーターバック
- デリック・ジョンソン、NFLアメリカンフットボール選手、カンザスシティ・チーフス
- マイケル・ジョンソン、陸上短距離選手、1990年ベイラー大学卒
- ロブ・パウェル、フィットネスのコーチ、ギネスブックに2つの世界記録を持つ
- ドミニック・ローズ、ウェーコ生まれ、NFLアメリカンフットボール選手、バッファロー・ビルズ
- ビル・ロジャース、ウェーコ生まれ、プロゴルファー、1981年の全英オープン優勝
- ジョージ・サウアー・ジュニア、ウェーコ高校卒、NFLアメリカンフットボール選手、ニューヨーク・ジェッツ
- ラダニアン・トムリンソン、NFLアメリカンフットボール選手、サンディエゴ・チャージャーズ、ローズバッド生まれ、ウェーコ育ち、ユニバーシティ高校に通った
- キャメロン・ウェイク、ウェーコ生まれ、カナディアン・フットボールリーグ、ブリティッシュ・コロンビア・ライオンズ
- ジェレミー・ウォリナー、ベイラー大学では陸上競技選手で元オール・アメリカンの選手
- ダロルド・ウィリアムソン、ベイラー大学では陸上競技選手で元オール・アメリカンの選手
- ウェーコ出身のプロ野球選手
  - ケビン・ベルヒャー、（1967年生、外野手、MLB在籍1990年-1990年）
  - バズ・ドージャー、（1927年生、投手、MLB在籍1947年-1949年）
  - ルイス・ドラッケ、（1888年生、投手、MLB在籍1909年-1912年）
  - ブーブ・ファウラー、（1900年生、遊撃手、MLB在籍1923年-1926年）
  - チャーリー・ゴーリン、（1928年生、投手、MLB在籍1954年-1955年）
  - ドナルド・ハリス、（1967年生、外野手、MLB在籍1991年-1993年）
  - アンディ・ホーキンス、（1960年生、投手、MLB在籍1982年-1991年）
  - アル・ジャクソン、（1935年生、投手、MLB在籍1959年-1969年）
  - スコット・ジョーダン、（1963年生、外野手、MLB在籍1988年-1988年）
  - ルディ・ロー、（1956年生、野手、MLB在籍1978年-1986年）
  - ダッチ・マイアー、（1915年生、二塁手、MLB在籍1940年-1946年）
  - アーサー・ローズ、（1969年生、投手、MLB在籍1991年-2006年）
  - スクールボーイ・ロー、（1910年生、投手、MLB在籍1933年-1949年）
  - テッド・ウィルボーン、（1958年生、野手、MLB在籍1979年-1980年）

### 映画関係人
- ジュールズ・ブレッドソー、舞台と映画の俳優、歌手、 ブロードウェイの「ショーボート」初日が1927年にジーグフェルドのために遅らされたとき、ポール・ロブスンが使えなくなり、ブレッドソーが代役に入った。「オールマン・リバー」を導入するジョーの役を歌い演じた。
- ジェイムズ・ブラウン、映画とテレビのスター、ABCのリンチンチンの冒険（1954年-1959年）の166回目でリプリー・"リップ"・マスターズ中尉として登場し、後にCBSのダラスで探偵ハリー・マクスウィーンを演じた。
- シャノン・エリザベス、女優、映画アメリカン・パイに出演、ヒューストンで生まれ、ウェーコで育った
- ペリ・ギルピン、テレビ女優、テレビ番組そりゃないぜ!? フレイジャーでロズ・ドイルを演じた、ウェーコで生まれダラスで育った
- テクサス・ギナン、1917年から1933までハリウッド女優、ヴォードヴィルや劇場で活躍、多くの映画に出演（男性との共演よりも銃を持った英雄としてが多かった）、ニューヨーク市のナイトクラブや密造酒場のホステスとしても成功した
- トマス・ハリス、著作家、羊たちの沈黙、ベイラー大学学生のときに「ウェーコ・トリビューン・ヘラルド」のために警官殴打事件を取材した
- ジェニファー・ラブ・ヒューイット、女優、ウェーコ生まれ
- テレンス・マリック、映画シン・レッド・ライン監督、ウェーコ生まれ
- スティーヴ・マーティン、ウェーコ生まれ、コメディアン、6歳の時に家族がカリフォルニア州に移転した
- ケヴィン・レイノルズ、映画ロビン・フッド、モンテ・クリスト伯の監督、ウェーコで生まれ育った

### 音楽家
- デイビッド・クロウダー・バンド、ウェーコ出身、クリスチャン・ウォーシップ・バンド
- パット・グリーン、カントリー・ミュージックシンガーソングライター、ウェーコで育ち、その両親は現在もウェーコ在住
- ロイ・ハーグローブ、グラミー賞を受賞したジャズ・トランペット奏者、ウェーコで生まれ育った
- ハイ・ファイブ、R&Bグループ、1990年代に"I Like The Way (The Kissing Game)"等がヒットした、ウェーコ出身
- ウィリー・ネルソン、カントリーミュージック・シンガーソングライター、近くのアボットで生まれ、ベイラー大学に1年間通った
- テッド・ニュージェント、妻のシーメインや息子のロコと共にウェーコ在住
- ビル・ペイン、キーボード奏者、ブーギーバンドのリトル・フィート、ウェーコ地域で生まれ育った
- ビリー・ジョー・シェイバー、カントリーミュージック・ソングライター("Honky Tonk Heroes")、歌手("Old Chunk of Coal")、ウェーコ在住
- アシュリー・シンプソン、ポップミュージック歌手、ウェーコ生まれ、ダラス育ち
- ジェシカ・シンプソン、ポップミュージック歌手、アビリーン生まれ、ウェーコとダラス育ち
- ストレンジ・フルート・プロジェクト、アンダーグラウンド・ヒップホップのトリオ、ウェーコ出身
- ハンク・トンプソン、ウェーコ生まれ、カントリーミュージック・シンガー、 カントリー・ミュージック殿堂博物館とナッシュビル・ソングライターの殿堂入り、
- フィッシャー・タル、作曲家（1934年-1994年）
- ビザール、ヒップホップグループ D12のメンバー、デトロイト出身、D12のアルバム「Devil's Night」の曲"アメリカの精神病質者"で、ガールフレンドと共に"ウェーコに移動している"と歌っている
- マーシ・ディー・ウォルトン、ピアニスト、歌手、ウェーコ生まれ
- ヴィクター・アレッサンドロ - ウェーコ出身、指揮者
- トム・ウィルソン - ウェーコ出身、音楽プロデューサー。

### 政治家
- ジョー・バートン、テキサス州選出のアメリカ合衆国下院議員、ウェーコで生まれ育った
- ジェシカ・クレイグ、オクラホマ州選出の元アメリカ合衆国上院議員、高齢者介護の法律を通した
- ラッセル・B・カミングス、ハリス郡選出テキサス州会議員（1963年-1967年）、ウェーコに隠棲した
- レオン・ジャウォスキー、ニュルンベルク裁判でナチス戦犯を告発、ウォーターゲート事件でニクソン政権を追及した特別検察官、ウェーコで生まれ育った
- アルバート・パーソンズ、急進派労働者組織家、シカゴ・ヘイマーケット暴動での役割で絞首刑（死後に無罪となる）、レコンストラクション時代、ウェーコ大学（元ベイラー大学）に在学、ウェーコで市民権運動新聞を発行、活動家のルーシー・ウォーラーと結婚後シカゴに移転
- アン・リチャーズ、元 テキサス州知事、1988年民主党全国大会で基調演説 、ウェーコ郊外のレイシー・レイクビュー生まれ

### その他
- T・ベリー・ブラゼルトン、ウェーコ生まれ、小児科医、著作家、世界中の病院がブラゼルトンのNeonatal Behavioral Assessment Scale(NBAS)を使用している
- アレン・バッシー博士、ウェーコ在住、1977年4月23日にヨーヨーの連続回転記録20,302回を達成[6]
- エロイーズ、コラムの"エロイーズからのヒント"著者、ウェーコ生まれ、そのコラムは消費者問題、ペット、旅行、食品、家屋改修、健康など生活スタイルのヒントを提供
- デイビッド・コレシュ、ブランチ・ダビディアン指導者、9マイル (14 km) 離れたエルクの町でウェーコ包囲の大火で75人と共に死亡
- グレン・マクギー、ウェーコ生まれ、生命倫理学者、The Scientist やハーストの新聞 で国際的なコラムニスト、学者
- ドリス・ミラー、ウェーコ生まれ、アメリカ海軍のアフリカ系アメリカ人コック、1941年12月7日の真珠湾攻撃で英雄、海軍で二番目に高い勲章である海軍十字章を受章した最初のアフリカ系アメリカ人、2001年の映画パール・ハーバーではキューバ・グッディング・ジュニアがミラーを演じた
- ライト・ミルズ、ウェーコ生まれ、社会科学者、第二次世界大戦後の社会で知識人の責任に関わり、冷淡な学会の態度に対して関係と参加を呼びかけた
- フェリックス・ヒューストン・ロバートソン、ワシントン・オン・ザ・ブラゾス生まれ、南北戦争では南軍の将軍、レコンストラクション時代にはウェーコの裕福な弁護士、鉄道会社役員および土地投機家となった
- ロバート・ウィルソン、ウェーコ生まれ、国際的な演劇監督